# Cladodromia plurivittata
Cladodromia plurivittata är en tvåvingeart som beskrevs av Mario Bezzi 1909. Cladodromia plurivittata ingår i släktet Cladodromia och familjen dansflugor. Inga underarter finns listade i Catalogue of Life.